# Force India VJM04
Force India VJM04 — гоночный автомобиль с открытыми колёсами команды Force India на сезон 2011 Формулы-1.

## Презентация
Команда решила ограничиться интернет-презентацией новой машины: VJM04 была показана в режиме онлайн 8 февраля 2011 года. Дебют болида на трассе состоялся 10 февраля на трассе в Хересе.

## История выступлений

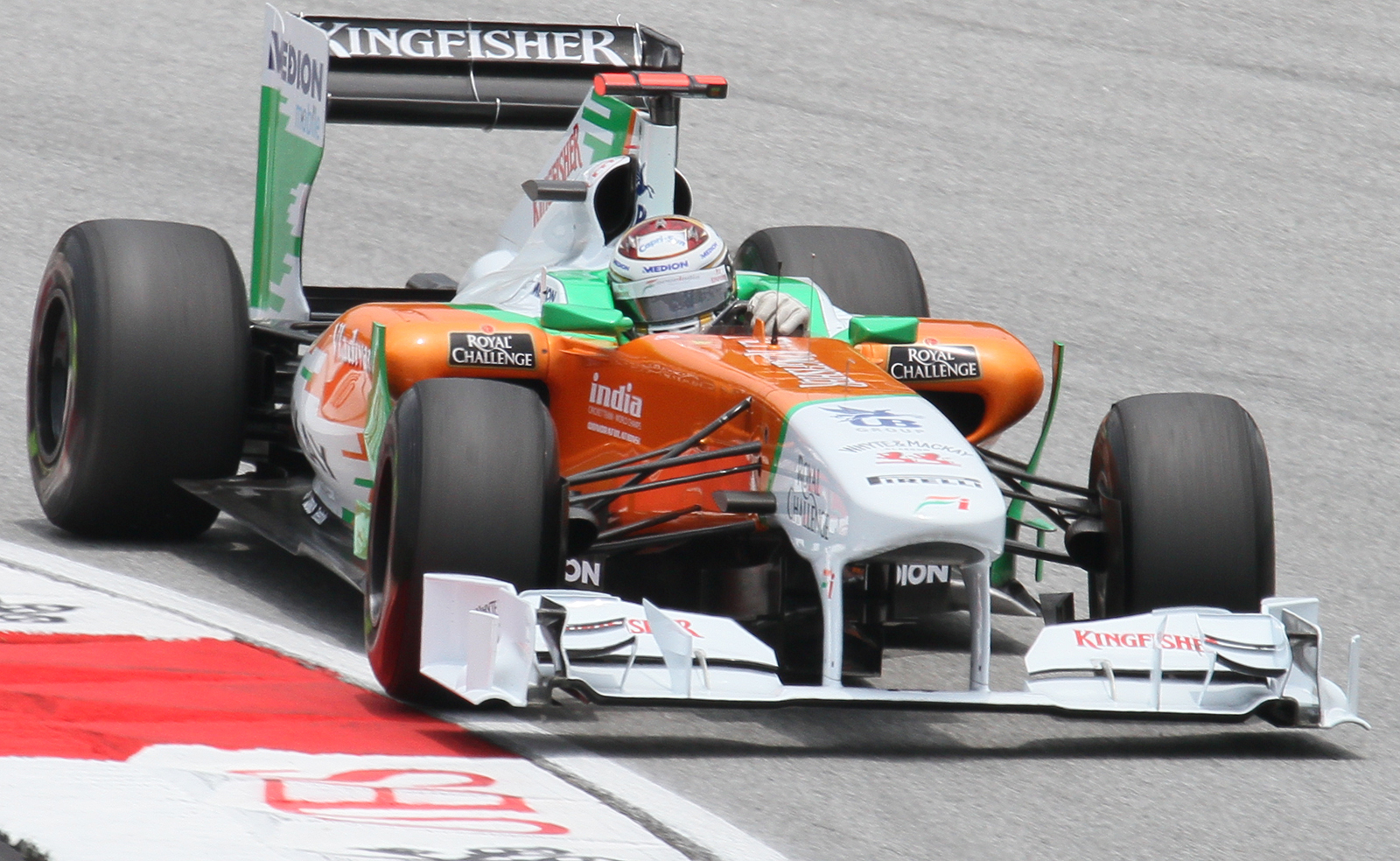
Force India VJM04 Адриана Сутиля на Гран-при Малайзии.

### Результаты в чемпионате мира Формулы-1
| Легенда к таблице |                                                                    |
| --- | ------------------------------------------------------------------ |
| В таблице перечислены результаты всех Гран-при Формулы-1, в которых использовался автомобиль. Строками таблицы являются сезоны, столбцами — этапы чемпионата мира. В каждой клетке указаны сокращённое название этапа и результат, дополнительно обозначенный цветом. Расшифровка обозначений и цветов представлена в нижеследующей таблице. |                                                                    |
| \| Пример \| Описание \| \| ------------ \| ------------------------------------------------------------------ \| \| 1 \| Победитель \| \| 2 \| Второе место \| \| 3 \| Третье место \| \| 5 \| Финишировал, заработав очки \| \| Сход \| Не финишировал, но при этом заработал очки \| \| 12 \| Финишировал, не получив очков \| \| НКЛ \| Финишировал, но не попал в финальную классификацию \| \| 15 \| Участвовал вне зачёта, либо по отдельной классификации \| \| 18 \| Не финишировал, но попал в финальную классификацию \| \| Сход \| Не финишировал \| \| НКВ \| Не прошёл квалификацию \| \| НПКВ \| Не прошёл предквалификацию \| \| ДСК \| Дисквалифицирован \| \| ИСК \| Исключён из протокола соревнований \| \| ТТ \| Заявлен для участия только в тренировках \| \| НС \| Участвовал в квалификации, но не стартовал в гонке \| \| Т \| Травмирован или болен \| \| ОТК \| Отказ от участия \| \| НТР \| Прибыл на соревнования, но на трассу не выезжал \| \| НПР \| Был заявлен в числе участников, но не прибыл к началу соревнований \| \| О \| Соревнования отменены \| \| \| Не участвовал \| \| Поул-позиция \| \| \| Быстрый круг \| \| |                                                                    |
| Пример | Описание                                                           |
| 1 | Победитель                                                         |
| 2 | Второе место                                                       |
| 3 | Третье место                                                       |
| 5 | Финишировал, заработав очки                                        |
| Сход | Не финишировал, но при этом заработал очки                         |
| 12 | Финишировал, не получив очков                                      |
| НКЛ | Финишировал, но не попал в финальную классификацию                 |
| 15 | Участвовал вне зачёта, либо по отдельной классификации             |
| 18 | Не финишировал, но попал в финальную классификацию                 |
| Сход | Не финишировал                                                     |
| НКВ | Не прошёл квалификацию                                             |
| НПКВ | Не прошёл предквалификацию                                         |
| ДСК | Дисквалифицирован                                                  |
| ИСК | Исключён из протокола соревнований                                 |
| ТТ | Заявлен для участия только в тренировках                           |
| НС | Участвовал в квалификации, но не стартовал в гонке                 |
| Т | Травмирован или болен                                              |
| ОТК | Отказ от участия                                                   |
| НТР | Прибыл на соревнования, но на трассу не выезжал                    |
| НПР | Был заявлен в числе участников, но не прибыл к началу соревнований |
| О | Соревнования отменены                                              |
| | Не участвовал                                                      |
| Поул-позиция |                                                                    |
| Быстрый круг |                                                                    |

| Год  | Команда     | Двигатель               | Ш | Пилоты   | 1   | 2   | 3   | 4    | 5   | 6   | 7    | 8   | 9   | 10  | 11  | 12  | 13   | 14  | 15  | 16  | 17  | 18  | 19  | Место | Очки |
| ---- | ----------- | ----------------------- | - | -------- | --- | --- | --- | ---- | --- | --- | ---- | --- | --- | --- | --- | --- | ---- | --- | --- | --- | --- | --- | --- | ----- | ---- |
| 2011 | Force India | Mercedes FO 108X 2,4 V8 | P |          | АВС | МАЛ | КИТ | ТУР  | ИСП | МОН | КАН  | ЕВР | ВЕЛ | ГЕР | ВЕН | БЕЛ | ИТА  | СИН | ЯПО | КОР | ИНД | АБУ | БРА | 6     | 69   |
| 2011 | Force India | Mercedes FO 108X 2,4 V8 | P | Сутиль   | 9   | 11  | 15  | 13   | 13  | 7   | Сход | 9   | 11  | 6   | 14  | 7   | Сход | 8   | 11  | 11  | 9   | 8   | 6   | 6     | 69   |
| 2011 | Force India | Mercedes FO 108X 2,4 V8 | P | ди Реста | 10  | 10  | 11  | Сход | 12  | 12  | 18†  | 14  | 15  | 13  | 7   | 11  | 8    | 6   | 12  | 10  | 13  | 9   | 8   | 6     | 69   |

† Не финишировал, но был классифицирован.